# Gilby Clarke
Gilby Clarke es un guitarrista, nacido en Cleveland, Ohio (Estados Unidos), el 17 de agosto de 1962.

## Biografía
Pasó su niñez practicando con instrumentos musicales y descuidando la escuela. A principios de los 80, formó parte de la banda de pop Candy, que lanzó un disco, Whatever Happened to Fun, antes de ingresar a la banda de heavy metal Kill for Thrills.
Es más conocido por un período de tres años en donde se desempeñó como guitarra rítmica de Guns N' Roses. Ingresó a la banda en noviembre de 1991, reemplazando a Izzy Stradlin, quien dejó la banda en medio de una gira mundial de 28 meses.
En 1994, lanzó su disco debut como solista, Pawnshop Guitars, que contó con destacadas contribuciones de varios de sus amigos, incluidos todos los entonces integrantes de Guns N' Roses. Ese mismo año fue despedido de esa banda.
Desde entonces, ha lanzado otros cuatro discos solistas, The Hangover, Rubber, Swag y Gilby Clarke así como el álbum en vivo titulado 99 Live. Gilby también contribuyó en It's Five O'Clock Somewhere, el disco de Slash's Snakepit, aportando partes de guitarra rítmica, la canción «Monkey Chow» y apareciendo en la banda de gira de Slash. En adición, realizó una participación como invitado en el disco Shrinking Violet de L.A. Guns, que también produjo. En el 2000 se volvió a encontrar con Axl Rose y volvieron a tocar juntos en vivo.
Clarke se encuentra actualmente en la banda The Starfuckers y tocó con el reformado MC5 durante su Tour Europeo 2005.
En 2006, Clarke se embarcó en un tour por América y Europa antes de entrar, junto con el exbajista de Metallica Jason Newsted, el baterista de Mötley Crüe Tommy Lee y el vocalista Lukas Rossi, en la banda Rock Star Supernova.

## Clarke en Guns N' Roses
Clarke entró a Guns N' Roses en noviembre de 1991, tras la salida del guitarrista rítmico original, Izzy Stradlin.
Estuvo de gira con la banda durante su enorme Use Your Illusion Tour, entre 1991 y 1993, y apareció en el álbum de versiones de Guns N' Roses, titulado The Spaghetti Incident?.
Poco tiempo después de que la banda grabase una versión del tema Sympathy for the Devil, de los Rolling Stones, para la película Entrevista con el vampiro, Clarke fue despedido de GN'R por diferencias musicales con el vocalista de la banda, Axl Rose y fue reemplazado por Paul Tobias, un viejo amigo del cantante Axl Rose.
En un giro extraño, Clarke colaboró con el guitarrista Tracii Guns para el disco The Roots of Guns N' Roses en la remezcla de dos canciones (Shadow of Your Love y Reckless Life), que habían sido grabadas originalmente en un demo de 1984 y que luego habían sido incluidas en álbumes de Guns N' Roses. Los demos originales habían sido grabados por la anterior banda de Axl Rose, Hollywood Rose.

## Discografía

### En solitario
- Pawnshop Guitars (1994)
- Blooze E.P. (1995)
- The Hangover (1997)
- Rubber (1998)
- 99 Live (1999)
- Swag (2002)
- Gilby Clarke (2007)
- The Gospel Truth (2021)

### Con Candy
- Whatever Happened To Fun (1985)
- Teenage Neon Jungle (2003)

### Con Kill For Thrills
- Commercial Suicide (1988)
- Dynamite from Nightmareland (1990)

### Con Guns N' Roses
- The Spaghetti Incident? (1993)
- Live Era: '87-'93 (1999)
- Greatest Hits (2004)

### Con Slash Snakepit
- It's Five O'Clock Somewhere (1995)

### Colaboraciones
- Rock N Roll Music (2001) de Col. Parker.
- California Girl (2002) de Nancy Sinatra.
- Rock Star Supernova (2006) de Rock Star Supernova.
- Guerra civil* (2009) Junto a Electroshock.
- "Apologize To Yourself" de Ariel Belont (el dueño de la casa de luca)(2004)
- El tríangulo (2002 - 2019)